# Taraz
Taraz (Тараз) település és közigazgatási központ Kazahsztánban, a Zsambili területen. Taraz városa a terület adminisztratív központja. Népessége az 1999-es népszámláláskor 330 100 volt, amely 1989-hez viszonyítva 9%-kal nőtt, így az ország egyik leggyorsabban növekvő városa, Asztana és Türkisztán után.

## Fekvése
A Talas (Taraz) folyó mellett, az ország déli részén, a kirgiz határ közelében található.

## Története
Az egyik legrégebbi város Kazahsztánban és Transzoxániában, amelyet az ókori szogdániak építettek és laktak. A város 2001-ben ünnepelte 2000 éves évfordulóját (amelyet az UNESCO elismert). A várost Menander Protector 568-ban Talas néven említette. Taraz a középkorban a selyemút mentén fekvő fontos kereskedelmi központ volt. Később a várost Xuanzang írta le, aki 629-ben kereste fel. Taraz a történelmi helye a tarazi csatának (751), amely a kínai Tang-dinasztia és az arab abasi kalifátus erői között folyt. A csata a Talas folyó völgyében zajlott.

## Gazdasága
A mai Tarazban nagy foszfát-feldolgozó üzem, erőmű, valamint cukor-, bőr- és lábbeli készítő, gyapjúmosó üzemek találhatók, de híresek oktatási és szakképzési intézményei is.

## Galéria

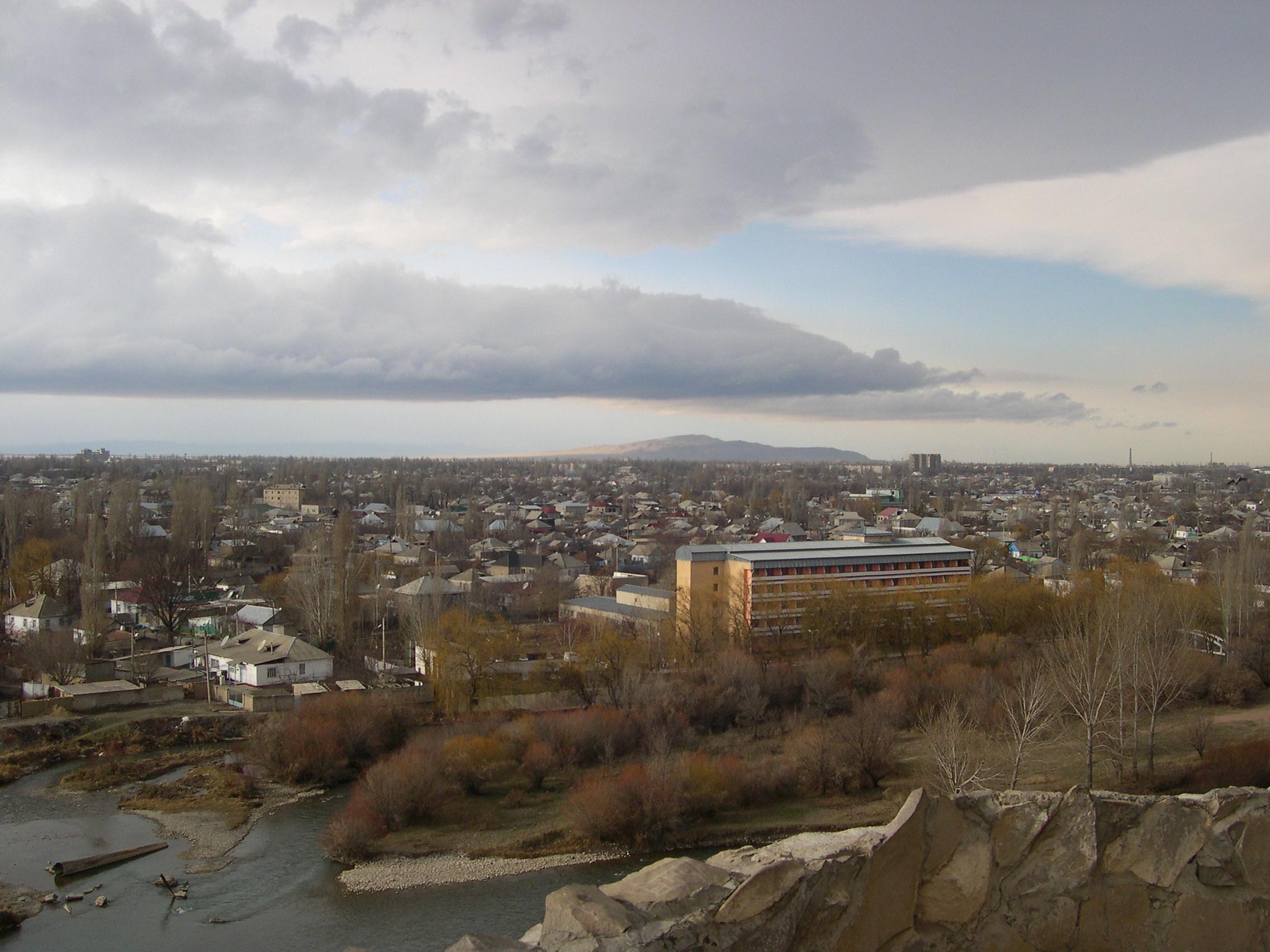
A város látképe
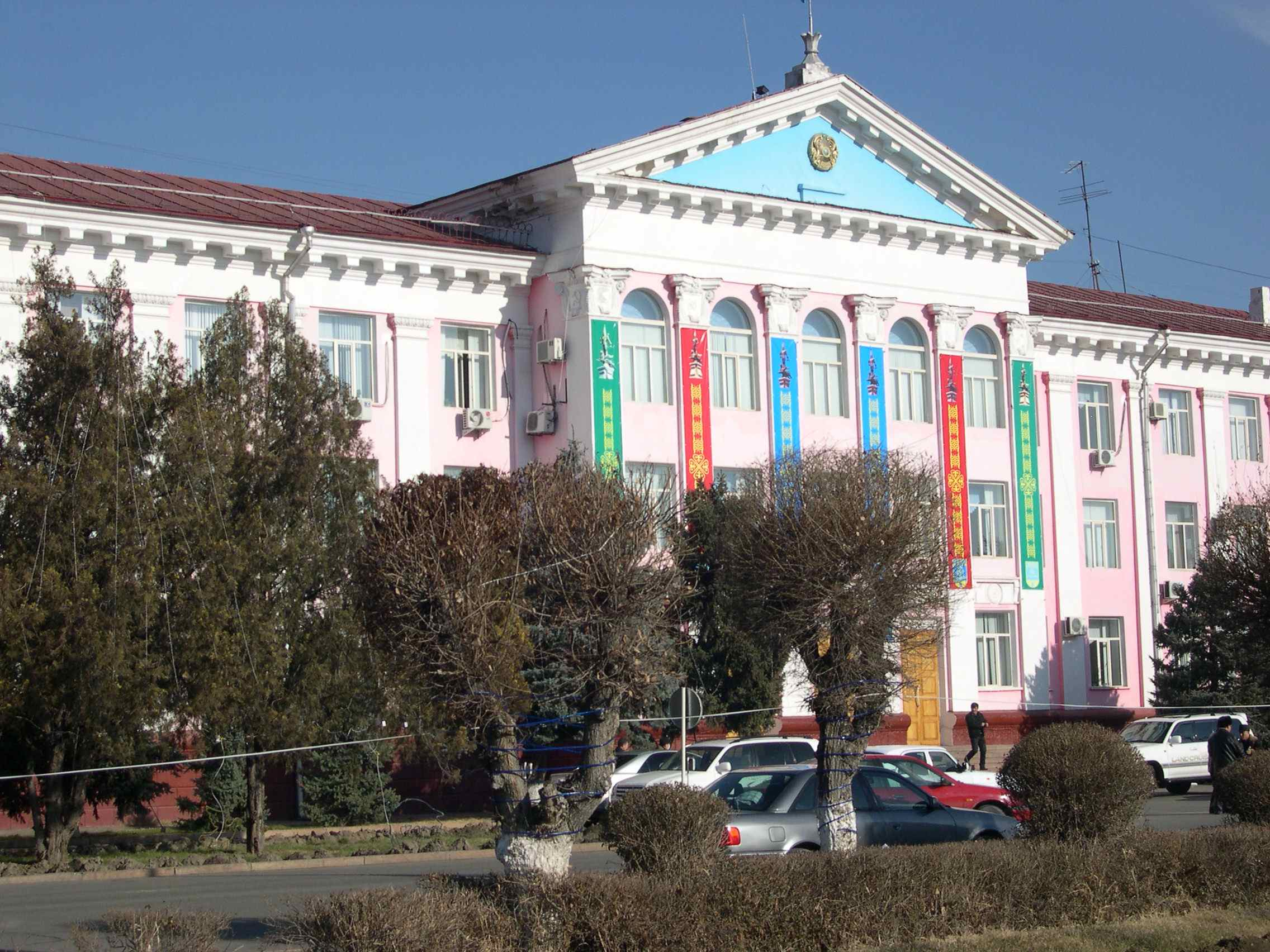
Kormányzati épület
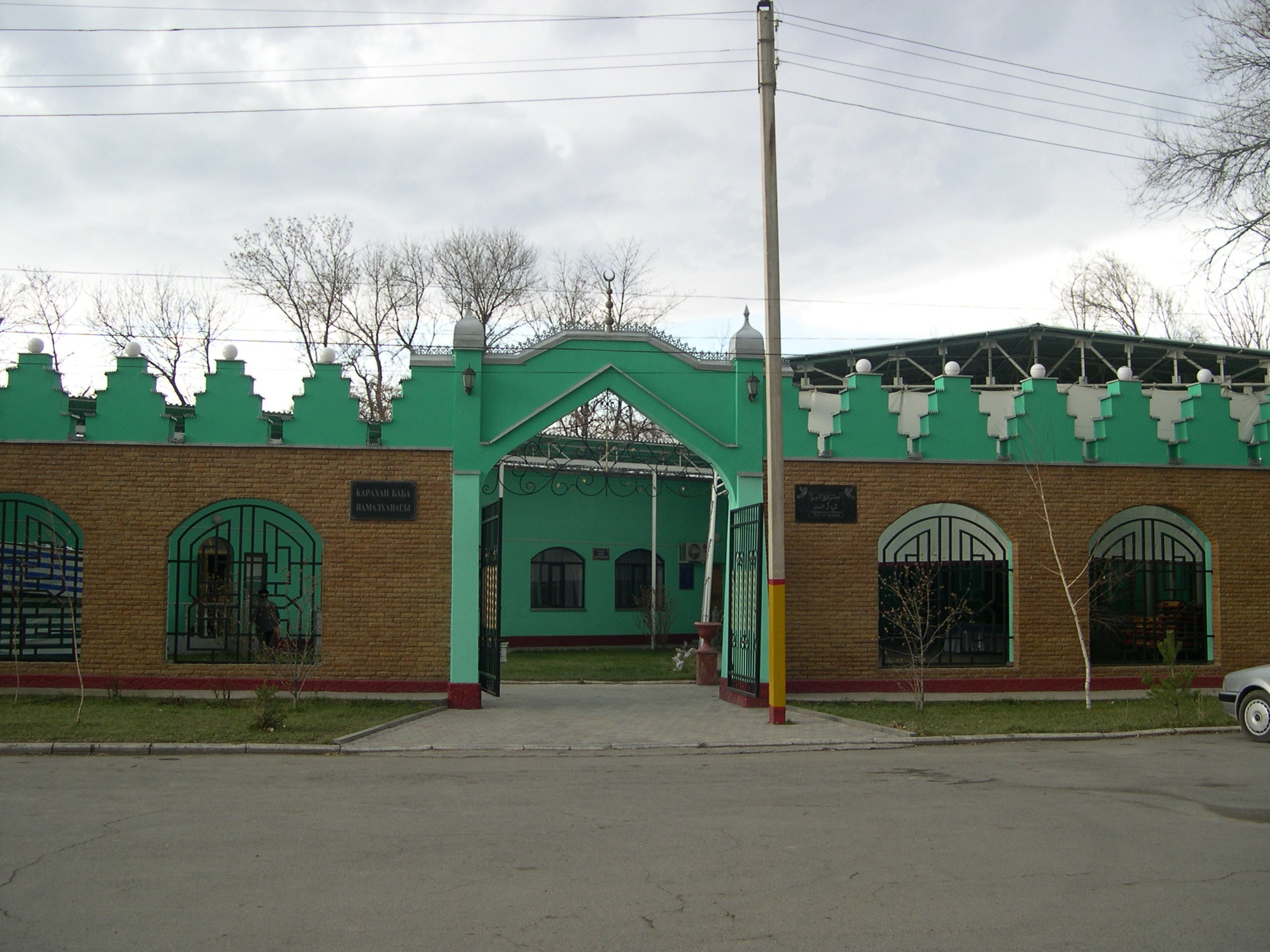
Karakhan-adjacent madrassa
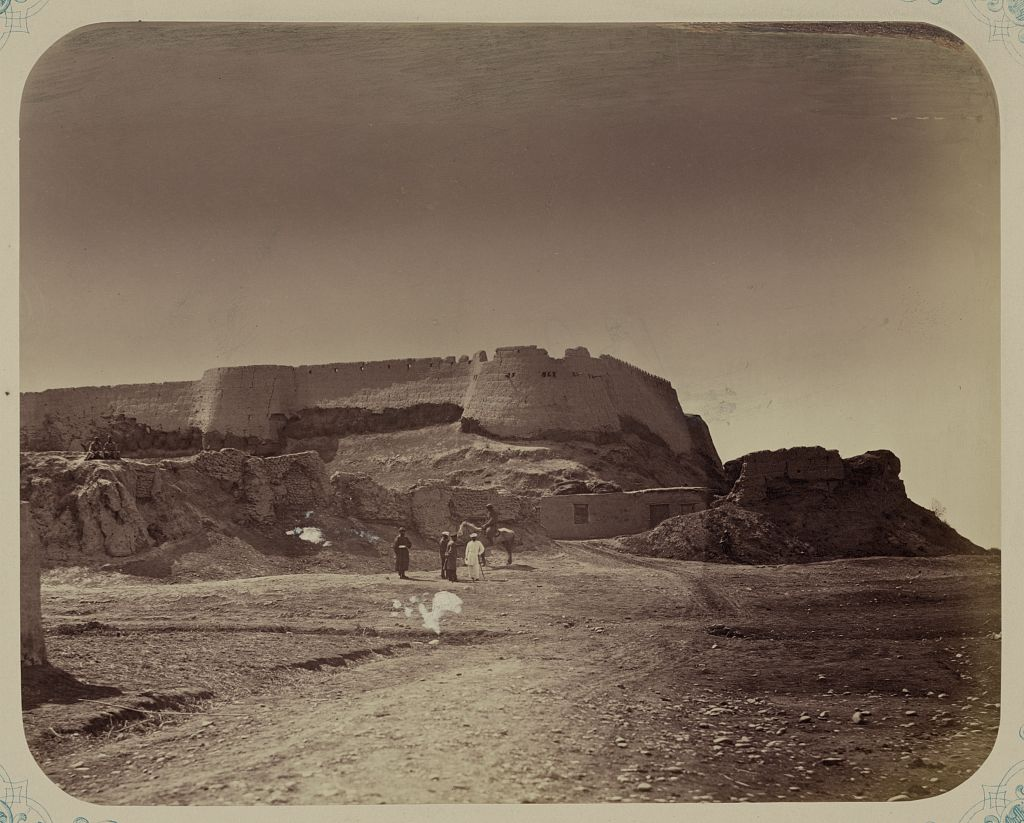
Régi citadella romjai